# غريشة (مقام لنجة)
غریشة (بالفارسية: گریشه) هي قرية تقع في إيران في بلدة شيبكوه. يقدر عدد سكانها بـ 200 نسمة .